# Carlos Pizarro Leongómez
Carlos Pizarro Leongómez (Cartagena, 6 de junio de 1951 - Bogotá,  26 de abril de 1990) fue un guerrillero y político colombiano.  
Fue inicialmente miembro de guerrilla de las Fuerzas Armadas Revolucionarias de Colombia (FARC) y posterior cofundador de la guerrilla del Movimiento 19 de abril (M-19) luego de la muerte de Álvaro Fayad en 1986. Tras dejar las armas, y firmar el acuerdo de paz con el gobierno de Virgilio Barco en marzo de 1990, y reintegrarse a la vida civil, fue asesinado el 26 de abril de 1990, siendo entonces candidato presidencial por la Alianza Democrática M-19, movimiento político que surgió del M-19 tras su desmovilización.

## Biografía
Nació el 6 de junio de 1951 en Cartagena de Indias, en el seno de un hogar de raíces conservadoras y tradición militar, hijo del vicealmirante Juan Antonio Pizarro García y Margot Leongomez Matamoros.
Estudió en varios colegios, tanto laicos como religiosos, luego en el colegio de La Salle en Bogotá, donde se gradúa como bachiller. 
En 1969 inicia sus estudios de Derecho en la Pontificia Universidad Javeriana, donde comparte aulas con personajes  que serán importantes después en la política colombiana. Tras participar en los  movimientos estudiantiles, Pizarro Leongómez fue expulsado de la Pontificia Universidad Javeriana por orquestar una huelga (la primera en la historia de esa institución). Entonces ingresó brevemente a la Universidad Nacional de Colombia, y  finalmente abandonó los estudios en 1970 para entrar a la insurgencia.

### Trayectoria insurgente
Carlos Pizarro fue miembro de las Juventud Comunista Colombiana (JUCO) desde 1970, y en 1972 se enroló en las filas de las Fuerzas Armadas Revolucionarias de Colombia (FARC).

#### Fundación y militancia en el Movimiento 19 de abril (M-19)
Debido a discrepancias con los mandos de la guerrilla de las FARC, decidió desertar el 11 de septiembre de 1973 y junto a Jaime Bateman, Álvaro Fayad, Luis Otero Cifuentes, Vera Grabe, Iván Marino Ospina y otros crean a finales de 1973 el Movimiento 19 de abril (M-19).
El M-19 se definía como guerrilla urbana, nacionalista, bolivariana y socialdemócrata. En un acto clandestino, el 17 de enero de 1974 el M-19 roba de la Quinta de Bolívar en Bogotá, la espada del Libertador, la cual se convierte en el símbolo de lucha armada, bajo la consigna "Bolívar, tu espada vuelve a la lucha".
El M-19 surge en 1973, como  respuesta al fraude electoral en las elecciones presidenciales del 19 de abril de 1970, que le arrebató el triunfo al general Gustavo Rojas Pinilla. Y realizó el robo de 5.000 armas del Ejército Nacional a las instalaciones del Cantón Norte de Bogotá, en la noche del 31 de diciembre de 1978. Pizarro fue herido en un muslo en un enfrentamiento con la Policía Nacional en Bogotá.

##### Detención y amnistía
Durante el Gobierno de Julio César Turbay, fue capturado el 14 de septiembre de 1979 en Alto de Nogales, Santander junto a su compañera de entonces, llevado a Cimitarra (Santander) donde fue sometido a cuestionamientos y tortura, y luego es trasladado a la Cárcel La Picota de Bogotá, lugar donde estaban los demás militantes del movimiento. Permanece detenido tres años y es juzgado en Consejo Verbal de guerra, junto con más de 150 guerrilleros del M-19, los cuales salen libres en 1982, a principios del gobierno de Belisario Betancur, tras aprobarse la ley de amnistía que concedió libertad a más de mil doscientos presos, en su mayoría condenados por rebelión. Se lesiona un brazo en un partido de fútbol en la Cárcel La Picota.
En 1983, se acoge a la amnistía decretada por Belisario Betancur, viaja a Cuba donde pasa una temporada con su familia y recibe entrenamiento militar de la mano del comandante Manuel Piñeiro, máximo jefe militar de Cuba. Después de la muerte del comandante del M-19, Jaime Bateman Cayón, ingresa a la dirección del movimiento M 19. A su regreso a Colombia conformo el Frente Occidental del M-19.

##### Acuerdos de Corinto, Hobo y Medellín
El 24 de agosto de 1984 se firman los Acuerdos de Corinto, Hobo y Medellín,  en conjunto con el Ejército Popular de Liberación (EPL), luego de un atentado que él sufriera durante una emboscada del Ejército Nacional en el que salió herido junto a su  compañera Laura García, cuando se dirigían a Corinto (Cauca).  Además se realiza otra emboscada a su compañero Iván Marino Ospina.

##### Batalla de Yarumales
Entre el 20 de diciembre de 1984 y enero de 1985, Pizarro Leongómez dirige la Batalla de Yarumales contra el Ejército Nacional después de que este atacara a sus principales cabezas amnistiadas o en tregua, y el campamento en tregua de Yarumales. Esta fue la confrontación más larga en la historia de Colombia y la primera defensa de posición exitosa de una guerrilla en Colombia.

##### Campaña de pie Colombia
En 1985 se presentó la Campaña de pie Colombia ante el rompimiento de los acuerdos de Corinto que comprendió acciones armadas en las principales ciudades del país. Del 13 al 17 de febrero se realizó en Los Robles (Cauca) el Congreso de la paz y la democracia en el cual participaron otras organizaciones guerrilleras y políticas. Para el 5 de marzo se inicia la instalación pública de los Campamentos Urbanos Populares para la Paz del M-19 en Cali, Bogotá, Medellín, Zipaquirá, Barranquilla y Bucaramanga. El 15 de marzo de 1985 se realizó la marcha de "Desagravio por la paz y la democracia" convocada por el M-19 en Bogotá.
En abril de 1985 se militarizan las ciudades por el aniversario del M-19. El 23 de mayo sucede el atentado contra Antonio Navarro, y en junio del mismo año se presentó un Paro Cívico Nacional y la Toma de Génova (Quindío), en un operativo muere Iván Marino Ospina, el 24 de agosto en Cali. En septiembre secuestran a Camila Michelsen, hija del banquero Jaime Michelsen Uribe, del grupo  empresarial Grancolombiano que había estafado a sus ahorradores; y la masacre del Suroriente de Bogotá, por la cual en 1997 Comisión Interamericana de Derechos Humanos (CIDH) determinó el asesinato extrajudicial de 11 personas: 10 militantes y 1 civil, por la Fuerza Pública, el 30 de septiembre de 1985, que tras el robo de un camión de leche. En octubre de 1985 el M-19 intenta asesinar al general Rafael Samudio Molina, realiza  el asalto al Batallón Cisneros en Armenia y se registran ese año de 1985 otros enfrentamientos y asaltos en Valle del Cauca, Cauca y Tolima.

##### Toma del Palacio de Justicia

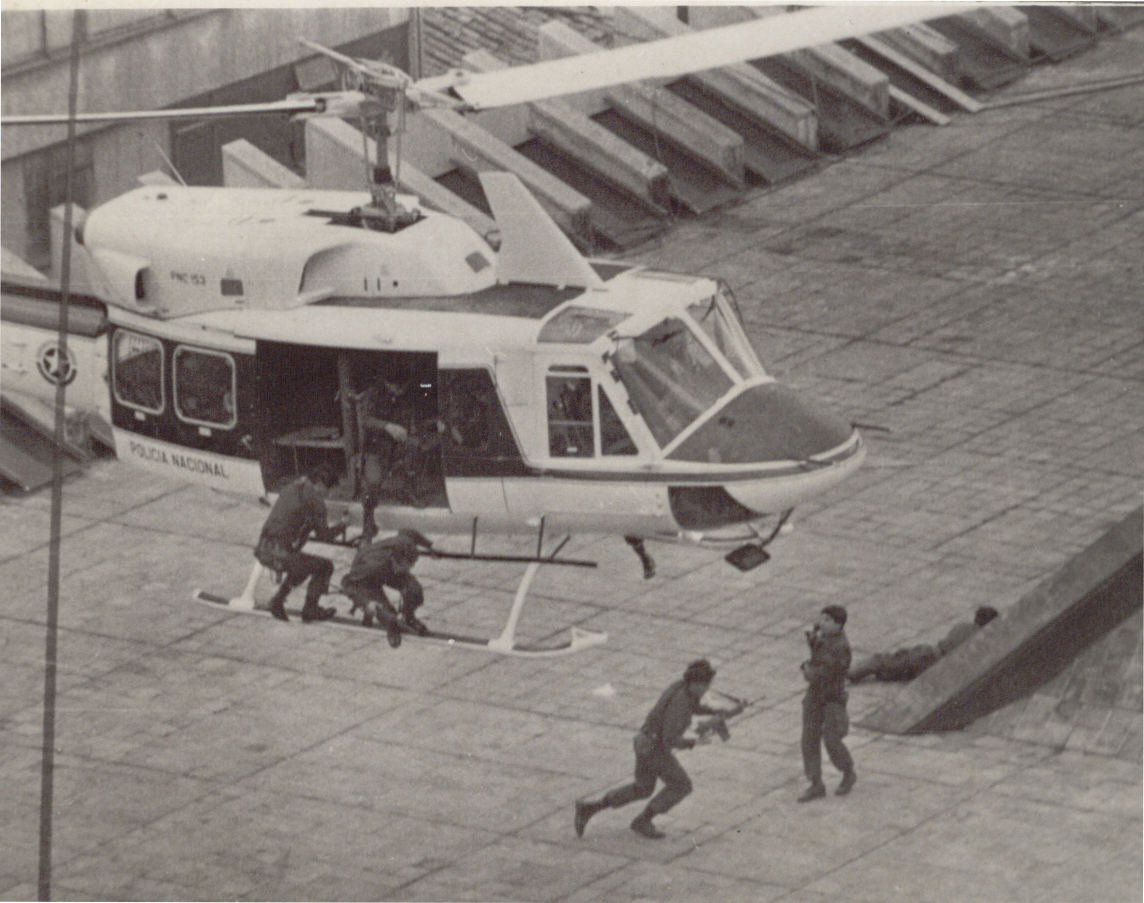
Toma del Palacio, vista exterior del tejado.

A principios de 1985 como segundo comandante de la guerrilla M 19, Carlos Pizarro Leongómez anuncia rota la tregua y el reinicio de operaciones militares. El 6 de noviembre de ese mismo año, Álvaro Fayad, como comandante máximo del M-19, ordenó la toma del Palacio de Justicia en Bogotá y el secuestro de los magistrados de los altos tribunales. El M-19 siempre adujo que el objetivo de la toma era realizar un juicio político al presidente por incumplir los Acuerdos de Corinto, y para obligar al gobierno a negociar la paz.   
Otra versión en el Informe de la Comisión de la Verdad sobre los hechos del Palacio de Justicia apuntan a que supuestamente el narcotraficante Pablo Escobar (según el libro Mi Confesión de Carlos Castaño) les habría pagado la suma de 2 millones de dólares de acuerdo con la supuesta solicitud expresa de Carlos Pizarro, quien supuestamente le habría exigido un millón de dólares por eliminar al presidente de la Corte Suprema de Justicia, Alfonso Reyes Echandía y un millón de dólares adicionales por destruir todos los archivos y expedientes.
Pizarro Leongómez declaró posteriormente que la toma había sido un error por parte del movimiento guerrillero. Además antiguos miembros de la guerrilla niegan cualquier participación por parte de los narcotraficantes.  En 2020 ante la Comisión de la Verdad exmilitantes del M-19,como Otty Patiño y Vera Grabe (también mencionada en su libro Carlos Pizarro, historia a muchas voces), reconocieron que la toma fue una decisión errada pero que de ninguna manera fue financiada por Escobar, y que fue un operativo con objetivos políticos  teniendo en cuenta el contexto político y militar del M-19 (Campaña de Pie Colombia), la situación financiera del grupo, la falta de armamento pesado en la toma del Palacio, y la guerra con Muerte a Secuestradores (MAS) y el Cartel de Medellín, aparentemente culminada en tregua tras negociaciones entre Escobar e Iván Marino Ospina.
La existencia de copias de los expedientes y de las solicitudes de extradición en la cancillería y la embajada americana desvirtuar que la quema de expedientes en el Palacio de Justicia fuera la razón de la operación guerrillera, además  la realización de investigaciones en curso contra militares, y abusos de los mismos, durante el Estatuto de Seguridad, realizadas por la Corte Suprema de Justicia parecen señalar otras respuestas.
Como resultado de la toma y la retoma por parte de la Fuerza Pública murieron por lo menos 53 civiles, incluyendo a varios magistrados de la Corte Suprema de Justicia de Colombia, y varios guerrilleros, además de varios desaparecidos por las Fuerzas Militares, la toma ha sido calificada como holocausto, y masacre por la Corte Interamericana de Derechos Humanos (CIDH).
En diciembre de 1985 y enero de 1986 fue perpetrada la masacre de Tacueyó (Cauca), por su hermano Hernando Pizarro y José Fedor Rey, comandantes guerrilleros del Comando Ricardo Franco, donde fueron asesinados 164 guerrilleros (entre ellos mujeres y menores de edad).

#### Batallón América y Coordinadora Guerrillera Simón Bolívar
En enero de 1986 junto con el Movimiento Armado Quintín Lame, el Movimiento Revolucionario Túpac Amaru de Perú y el Alfaro Vive ¡Carajo! de Ecuador y los Tupamaros de Uruguay se funda el Batallón América que desarrolla una campaña militar en el occidente del país y llegaría a Cali.
El 13 de marzo de 1986 Álvaro Fayad fue asesinado en un operativo de la Policía Nacional de Colombia en el barrio Quinta Paredes de Bogotá, donde también fue asesinada Cristina Martá, esposa del compositor Raúl Rosero Polo en estado de embarazo y solo sobrevivió su hijo de 8 años. Mientras el 24 de julio de 1986 murió asesinado Gustavo Arias Londoño 'Boris' en Andes (Antioquia) donde había sido detenido por la Policía Nacional cuando se dirigía a una reunión de comandantes de la Coordinadora Nacional Guerrillera.
Después participa en la fundación de la Coordinadora Guerrillera Simón Bolívar en 1987, donde se planeó un frente común para la guerra y las negociaciones de paz con el gobierno de Virgilio Barco, junto a las guerrillas de FARC-EP, UC-ELN, Quintín Lame, EPL, y el PRT.

### Proceso de paz y desmovilización
Tras el debilitamiento del M-19, Carlos Pizarro ordena el secuestro del líder conservador Álvaro Gómez Hurtado. Para la liberación de éste, Pizarro presenta un pliego de 11 propuestas, entre ellas un cese al fuego, una cumbre de Salvación Nacional y una Asamblea Nacional Constituyente. Durante el cautiverio de Gómez Hurtado, hubo un intenso intercambio de cartas entre el comandante y el dirigente político, y finalmente  Álvaro Gómez es liberado. La cumbre de Salvación Nacional se lleva a cabo sin la participación de Gómez, y con la  reunión  de sectores de la Iglesia Católica, políticos, de derechos humanos, gremios económicos y sindicalistas. Carlos Pizarro lideró las negociaciones con el representante del gobierno, el comisionado para la paz Rafael Pardo.
El 1 de septiembre de 1988, el presidente Virgilio Barco anunció la Iniciativa para la Paz, llamando a los alzados en armas a reincorporarse a la vida civil, lo cual constituye los primeros acercamientos a un proceso de paz, que termina tras la firma de los acuerdos  el 9 de marzo de 1990. Entonces el l M-19 entrega públicamente  las armas en el caserío de Santo Domingo, cerca a Tacueyó (Cauca).

### Alianza Democrática M-19

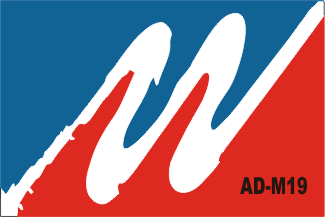
Bandera adoptada por la Alianza Democrática M-19.

El grupo guerrillero se transformó en un partido político nombrado Alianza Democrática M-19 (AD M-19) donde Pizarro planteaba una política nacionalista en la cual la solución de los problemas del país partiera del estudio de la realidad colombiana, siguiendo los lineamientos bolivarianos respecto a una patria latinoamericana con la participación popular y en la que haya equidad social y económica. La política de Pizarro se centraba en la democracia entendida como la tolerancia y el respeto al pluralismo ideológico.

### Candidaturas a la alcaldía de Bogotá y la presidencia de Colombia (1990)
Carlos Pizarro se presentó a las elecciones a la alcaldía de Bogotá en marzo de 1990 por la Alianza Democrática M-19, siendo las segundas elecciones de esa ciudad desde que en 1988 se estableció el mandato popular para alcaldes. En éstos comicios y pese a su corta campaña de menos de una semana, Pizarro obtuvo 70.901 votos de un total de 915.406, consiguiendo la tercera posición en los comicios ganados por el liberal Juan Martín Caicedo.
Pese a esa derrota inicial, se presentó su candidatura a la presidencia para el periodo 1990-1994 con el lemaː "Entre todos cambiaremos la historia de Colombia, palabra que sí". Como candidato desmovilizado del grupo guerrillero M-19, siendo el primer comandante guerrillero colombiano en ser candidato presidencial, Carlos Pizarro recibió muchas amenazas. Según la Revista Semana, era uno de los hombres más custodiados de Colombia.
Durante su corta campaña, en una alocución televisada, Carlos Pizarro concluyó:

"Ofrecemos algo elemental, simple y sencillo: que la vida no sea asesinada en primavera"
Carlos Pizarro Leóngomez, abril de 1990.

## Asesinato
El 26 de abril de 1990, Pizarro tomó un vuelo a Barranquilla durante la campaña presidencial siendo acompañado por los escoltas proporcionados por el Departamento Administrativo de Seguridad (DAS). Gerardo Gutiérrez Uribe alias "Jerry" logró ingresar al mismo avión y en pleno vuelo sacó del baño una subametralladora con la que disparó provocando heridas a Pizarro, quien murió horas después en la clínica Santa Rosa de la Caja Nacional de Previsión Social (CAJANAL). El sicario fue asesinado por los escoltas. Su cadáver fue llevado a la Quinta de Bolívar el lugar donde se dio a conocer el M-19 al robar la espada de Bolívar.
El crimen de Carlos Pizarro ocurrió tan sólo treinta y cuatro días después del asesinato del también candidato a la presidencia por el partido Unión Patriótica, Bernardo Jaramillo Ossa. Con el crimen de Pizarro fueron  cuatro los líderes políticos asesinados en un lapso de tres a nueve meses de diferencia en medio de la creciente violencia política vivida, entre los que destacan José Antequera, Luis Carlos Galán Sarmiento, Bernardo Jaramillo y por último, Carlos Pizarro.
Tras su muerte, una multitud colmó la carrera séptima de Bogotá con dirección a la Plaza de Bolívar. El 28 de abril, sus restos fueron sepultados en el Cementerio Central de Bogotá. Antonio Navarro Wolff, jefe de debate en la campaña de Pizarro, fue designado su sucesor y obtuvo el tercer lugar en las elecciones presidenciales de 1990.

#### Investigaciones
El crimen no ha sido totalmente esclarecido e inicialmente se le atribuyó su autoría a Pablo Escobar, quien al parecer habría negado haber ordenado el mismo. Sin embargo, en enero de 2010, el procurador delegado de asuntos penales Gabriel Jaimes, representando a la Procuraduría General de la Nación (Colombia) afirmó que el exdirector de inteligencia del Departamento Administrativo de Seguridad (DAS), organismo de inteligencia de Colombia, Alberto Romero Otero y el detective Jaime Ernesto Gómez tenían responsabilidad en el asesinato de Pizarro. La Procuraduría pidió a la Fiscalía General de la Nación que investigara a Romero, quien declaró no tener relación con el asesinato, pero aceptó haber sido contactado por el exjefe paramilitar Carlos Castaño para entregarle información sobre atentados.
Existen inconsistencias y vacíos en cómo miembros del DAS y el sicario lograron introducir armas al avión y cómo el sicario fue ultimado dentro del avión tras haber sido desarmado por la fuerza. En tres versiones; "Jerry" fue asesinado por un compañero que lo haría escapar, otra teoría sugiere que el sicario fue reducido por la escolta pero ultimado a quemarropa por un escolta del DAS siendo una versión defendida por Otty Patiño quien como exmiembro del M-19 había conducido su investigación con varios  compañeros exguerrilleros, y defendida también por su hermano Eduardo Pizarro.
Todavía quedan muchos  interrogantes en torno al asesinato del líder de la Alianza Democrática M-19. Jamás, por ejemplo, se hicieron pruebas de balística de los múltiples impactos en el cuerpo de Pizarro. En noviembre de 2014, la Fiscalía General de la Nación adelantó la exhumación del cuerpo de Carlos Pizarro, y del sicario que disparó el arma, para recopilar información relacionada con el crimen.
En septiembre de 2023, la Fiscalía abrió investigación al general Miguel Maza Márquez, quien fue director de DAS, por su presunta responsabilidad en el homicidio de Carlos Pizarro. Las pruebas que la Fiscalía tiene en su poder revelan que el esquema de seguridad de Carlos Pizarro fue debilitado progresivamente y modificado días antes del crimen de manera intempestiva y sin consultar al dirigente político. La Fiscalía indicó además que  hay indicios de que por cuenta de otra estrategia implementada por Maza Márquez, fue desviada la investigación para dirigir la atención hacia el narcotraficante Pablo Escobar.
Además fue condenado a 20 años y tres meses de prisión, por participar en su asesinato su ex escolta, Jaime Ernesto Gómez Muñoz, quien disparo a su sicario  Gerardo Gutiérrez Uribe alias "Jerry", quien ya había dejado en el piso de la aeronave la subametralladora que usó y levantaba sus manos en señal de rendición.

#### Declaración de su muerte como crimen de lesa humanidad
Cinco días antes de que se cumplieran 20 años de su asesinato en el año 2010, la Fiscalía General de la Nación de Colombia declaró el crimen de Carlos Pizarro Leongómez como un delito de lesa humanidad, logrando que las investigaciones sobre este hecho no prescriban por causa de vencimiento de términos. Para la Fiscalía, la muerte de Pizarro hace parte de una serie de atentados contra la existencia física de los miembros del M-19, tras veinte años de combatir al Estado y reincorporarse a la vida civil. Los únicos condenados han sido Fidel Castaño y Carlos Castaño ambos fallecidos.

## Vida privada
En cuanto al estado de salud de Pizarro, la familia informa que padecía de epilepsia desde el nacimiento, como consecuencia de un parto traumático.

### Familia
Carlos Pizarro era hijo del vicealmirante Juan Antonio Pizarro García y de Margot Leongómez Matamoros. Era hermano de Juan Antonio, empresario; Eduardo, sociólogo y catedrático universitario; Hernando Pizarro, comandante guerrillero del Comando Ricardo Franco, quien cometió la masacre de Tacueyó y Margot Clemencia, llamada Nina, exmilitante del M-19,  y quien ha liderado proyectos cooperativos para la mujer.

#### Uniones y descendencia
Carlos Pizarro se vinculó con una de sus compañeras de militancia en el M-19, Myriam Rodríguez, con quien tuvo a su primera hija, la actual senadora María José Pizarro Rodríguez.
Luego tuvo una relación con Laura García, con quien tuvo otra hija, María del Mar Pizarro García, elegida representante a la Cámara en las elecciones legislativas de Colombia de 2022.
Con su última compañera sentimental, Hélida Molina, Pizarro tuvo un hijo póstumo, Carlos Andrés Pizarro Molina, quien tramitó el reconocimiento del apellido de su padre.

## Menciones
- Fundación Carlos Pizarro Leongómez.[82]
- Un colegio en Bogotá lleva su nombre, el IED Carlos Pizarro Leongómez.[83]
- Varios barrios en distintas partes del país llevan su nombre: Bogotá, Neiva,[84] Soacha,[85] Aguazul,[86] Ipiales,[87] entre otros.
- Pizarro (2015) un documental de Simón Hernández y María José Pizarro, realizado por La Popular y Señal Colombia.[88][89]
- Aquiles o el guerrillero. Obra de teatro, dirigida por Jorge Prada y coproducida por el Teatro Quimera y el Teatro Mayor Julio Mario Santo Domingo.[90]
- Su sombrero fue reconocido en junio de 2024 como un bien protegido al ser entregado por militantes del M-19 exiliados en Suecia al presidente Gustavo Petro.[91]